# Besalú
Besalú è un comune spagnolo di 2 032 abitanti che si trova nella comarca di Garrotxa nella comunità autonoma della Catalogna.

## Storia
L'importanza della città fu maggiore nell'Alto Medioevo, come capitale dell'omonima contea, il cui territorio aveva all'incirca le stesse dimensioni dell'attuale comarca di Garrotxa, estendendosi fino a Corbières, nel dipartimento francese dell'Aude. 
Goffredo il Villoso, considerato il fondatore della Catalogna, era conte di Besalú e la città ha dato i natali anche al trovatore medievale Raimon Vidal.
L'elemento distintivo di Besalú è il suo ponte romanico del XII secolo che attraversa il fiume Fluvià e che presenta una porta nel suo punto centrale. La città presenta strade e piazze porticate e un mikveh, un bagno rituale ebraico risalente all'XI o XII secolo, nonché i resti di una sinagoga medievale, situata nella città bassa vicino al fiume. 
Besalú ospita anche un Museo delle miniature e nel 1966 è stata designata come conjunto històrico.